# Baltimore (Irlanda)
Baltimore (forma anglicizzata) o Dún na Séad (in irlandese) è un villaggio nella parte occidentale della Contea di Cork, Irlanda. È il villaggio principale del distretto di Rathmore and the Islands, il più a sud del paese. Da Baltimore partono i traghetti per le isole di Sherkin e di Cape Clear, per le cento isole di Carber e per la punta orientale della baia di Roaring Water (Loch Trasna).
Sebbene il nome Baltimore sia un'anglicizzazione del termine irlandese Baile an Tí Mhóir che significa "città della grande casa", il nome irlandese del villaggio di Baltimore deriva in realtà dal castello di O'Driscoll  (in irlandese: Dún na Séad o Dunashad, "forte dei gioielli"), che sovrasta il villaggio. Il castello, oggi ristrutturato e aperto al pubblico, era considerato un santuario di druidi e associato alla festa di Beltane.

## Storia
Baltimore è stata la sede di una delle dinastie più antiche d'Irlanda, i Corcu Loígde, che furono Re di Tara e Re del Munster.
Qui, con la benedizione del re Giorgio I di Gran Bretagna, nel 1605 circa fu fondata una colonia inglese dal baronetto Sir Thomas Crooke, che prese in affitto le terre da Sir Fineen O'Driscoll, capo del clan O'Driscoll 
All'inizio del 1600 Baltimore era un redditizio porto per la pesca delle sardine e una base pirata: si riteneva che fossero coinvolti in questa attività oltre a tutti i giudici, tra cui il vice-ammiraglio del Munster, anche tutta la popolazione e che ogni donna del villaggio fosse moglie o amante di un pirata.
Queste attività non risentirono dalla dissuasione ufficiale durante il regno di re Giacomo ma la pirateria inglese declinò poco dopo su tutto il territorio, in parte a causa della concorrenza dei Corsari barbareschi. Nel 1607 Baltimora divenne una città mercato, con il diritto di tenere un mercato settimanale e due fiere annuali. Il controllo del luogo, dopo la morte di Crooke, passò a Sir Walter Coppinger.
La città venne spopolata nel 1631 durante il Sacco di Baltimore, un'incursione di corsari barbareschi provenienti dall'Algeria ottomana o da Salé (Marocco). Un numero compreso tra 100 e 237 persone, composto da coloni inglesi e abitanti irlandesi, furono venduti come schiavi e solo due o tre di loro videro di nuovo l'Irlanda.
Tracce dell'episodio rimangono nei nomi  dei pub, come per esempio "Algiers Inn". I sopravvissuti fuggirono a Skibbereen e Baltimore per generazioni fu quasi deserta. Inizio a riprendersi lentamente nel XVIII secolo e il villaggio stava ricominciando a prosperare all'inizio del 1800 quando dovette subire nuove perdite nel  Grande Carestia. 
Baltimore ottenne lo status di borgo nel 1612 con un governo cittadino composto da un "sovrano" (Sir Thomas Crooke) e dodici  sottoborghi. Nel periodo 1613-1801 fornì due membri della Camera dei Comuni irlandese.

## Monumenti e luoghi d'interesse

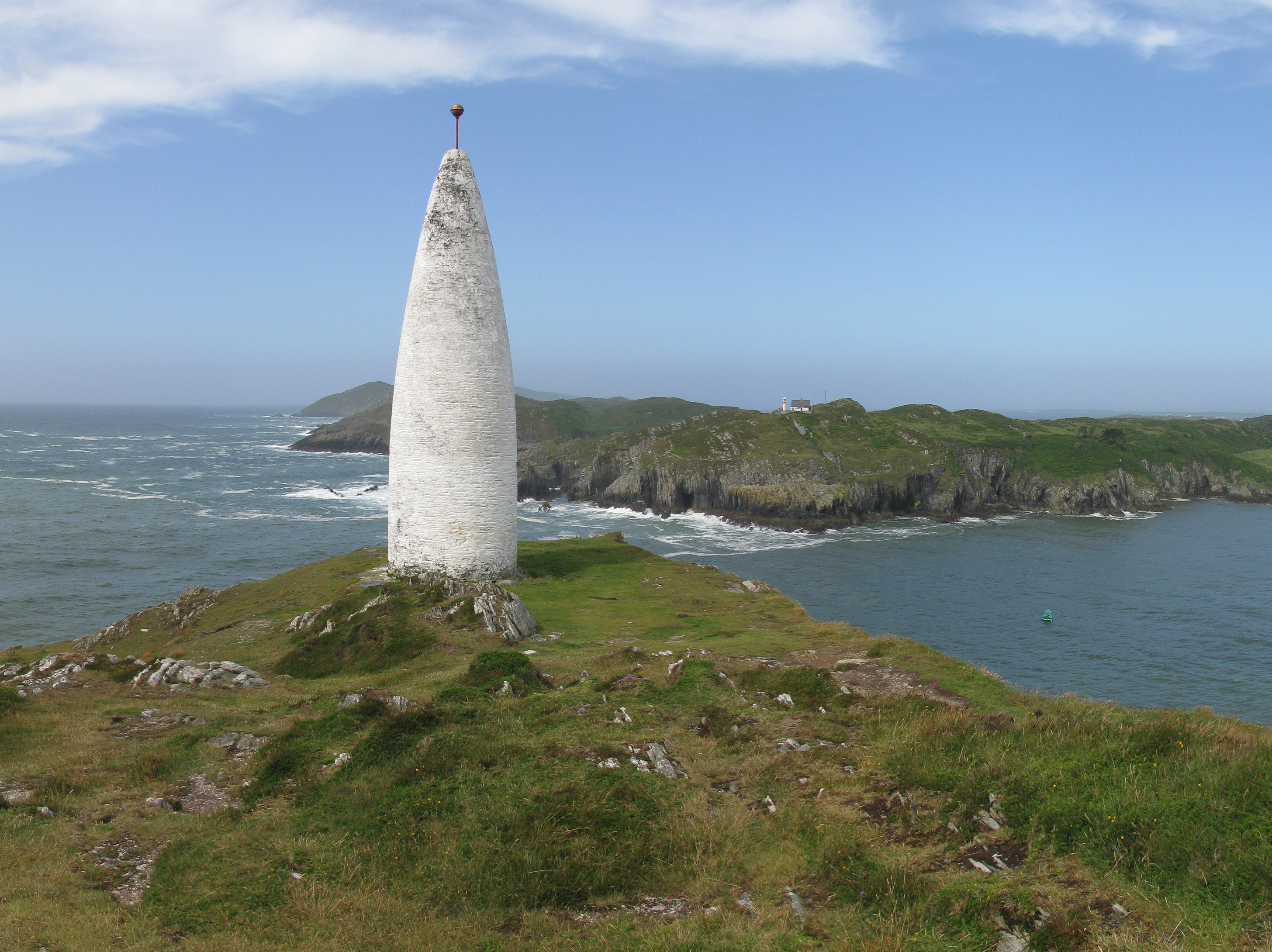
Il faro the Beacon, vicino a Baltimore.

Uno dei principali luoghi di interesse di Baltimore è The Beacon, un faro conico bianco conosciuto anche come la "moglie di Lot" o la "colonna di sale". Il faro, alto circa 15 metri e con un diametro di 4.6 metri, è situato sulla punta occidentale della penisola su cui sorge Baltimore ed è un luogo da cui si gode una vista mozzafiato sulle scogliere sottostanti.
Il faro fu ricostruito attorno al 1849 sui resti di un antico faro andato distrutto.

## Economia
Baltimore era un tradizionale villaggio di pescatori. Attualmente è una meta turistica rinomata per le attività acquatiche, quali vela, canoa e immersioni subacquee, e come porto di accesso alle isole Sherkin, Cape Clear e di Carber .
A 5 km dal villaggio si trova anche Lough Hyne, la prima riserva naturale marina d'Irlanda.
Baltimora è diventata un luogo per le immersioni subacquee anche grazie al numero e alla varietà di relitti presenti nella baia, quali il sottomarino tedesco U-260 della Seconda Guerra Mondiale, la nave cargo "Kowloon Bridge" affondata nel 1986  e la nave Alondra affondata nel 1916.

## Sport
Ilen Rovers è il club GAA locale. Costituito nel 1973, gareggia nel campionato di calcio senior della contea di Cork. Nel 2007 è arrivato in finale ma è stato battuto dai Nemo Rangers. 
La squadra di calcio locale è il Baltimore FC, nota anche come Crabs. Fondata nel 2006, ha vinto la divisione 2 nel 2010 e attualmente è una squadra di divisione 1 nella West Cork League. 
Uno sport popolare a Baltimore è anche la barca a vela. Nei mesi estivi si tengono corsi sia per adulti che per bambini.